# Ligne 11 (Infrabel)
Pour les articles homonymes, voir Ligne 11.
La ligne 11 était initialement une ligne industrielle de chemin de fer belge du port d'Anvers (rive droite) embranché à l'entrée de la gare de formation d'Anvers Nord sur la ligne 27A et desservant le faisceau "Zandvliet" situé au nord du DelwaideDok. Elle fut ensuite prolongée vers l'extrémité nord du port d'Anvers, à la frontière avec les Pays-Bas, ou se trouve le terminal à conteneurs "Noordland". Contrairement à la ligne industrielle 223 qui relie les mêmes extrémités en serpentant entre les entrepôts, la ligne 11 est une liaison directe sans embranchements intermédiaires contournant les installations par l'est.
Un projet existe de prolongation de cette ligne au-delà de la frontière belgo-néerlandaise, vers Bergen-op-Zoom, en vue d'une exploitation en trafic voyageur.

## Histoire
- Entre 1974 et 1981, le Delwaidedok est creusé sur la rive droite, à proximité des écluses de Berendrecht et Zandvliet. Long de deux kilomètres, il abrite l'Antwerpen Bulk Terminal (terminal à pondéreux, principalement le charbon et les minerais) ainsi que deux importants terminaux pour conteneurs.
- En 1991, un premier tronçon de voie ferrée double et électrifié et parcourable à 90 km/h est inauguré vers le faisceau "Zandvliet" qui dessert le terminal à pondéreux.
- En 1995, un second tronçon , non électrifié, limité à 60 km/h et majoritairement à voie unique desserte le faisceau "Noordland", au Nord des installations de BASF.

## Utilisation
- La ligne voit passer un intense trafic marchandise pour la desserte des docks de la rive droite du port d'Anvers (Kanaaldoc B2 / B3 et Delwaidedok).

## Galerie

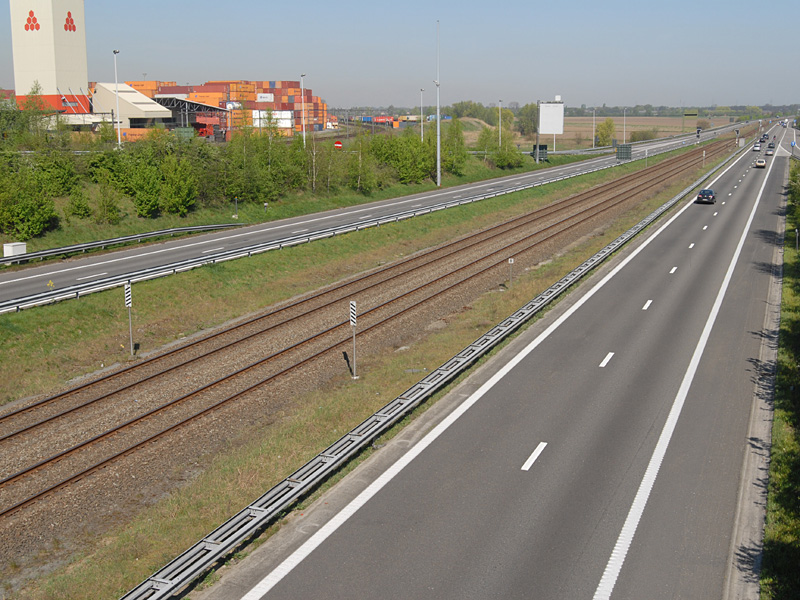
Le tronçon installé au milieu de l'A12, juste avant son passage à voie unique
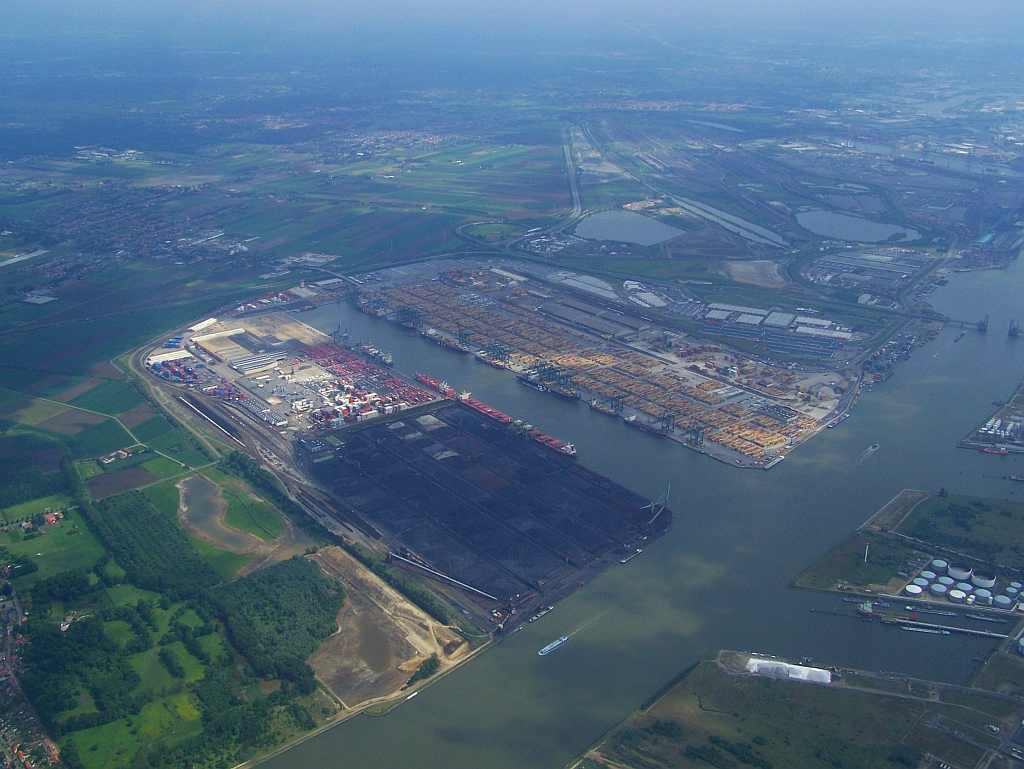
Le Delwaidedok, avec à l'avant plan le terminal à pondéreux et le faisceau "Zandvliet".